# Pavel Tsatsouline
Pavel Tsatsouline (Bielorruso: Павел Цацулін, romanizado: Pavel Tsatsulin; Minsk, RSS de Bielorrusia, Unión Soviética; 23 de agosto de 1969) es un instructor de acondicionamiento físico de la antigua Unión Soviética y los marines de Estados Unidos. Está involucrado en los mundos de las artes marciales y el fitness y es uno de los principales defensores de la herramienta de ejercicio tradicional ruso, las Kettlebells, a las cuales se le atribuye la popularización en los Estados Unidos.
Fue votado como "Hot Trainer" por la revista Rolling Stone en 2001.
Pavel fue editor de Dragon Door, un sitio web y editorial en general, enfocado a las artes marciales y los deportes relacionados, pero también al estado general de salud, fitness, pérdida de peso y manejo del estrés, propiedad de John Ducane, hasta 2012, cuando lo deja y forma su propia compañía StrongFirst.